# Pierre Devillers
Pierre Devillers (1938) es un botánico y fitogeógrafo francés. Se ha especializado en Orchidaceae, y trabaja en Bélgica en el "Instituto Real de Ciencias Naturales. Es científico asesor de la "Convención de Especies Migratorias" CMS.

## Obra
- 1991. Devillers et al. Habitats of the European Community typology

- 1994. Devillers, P., Devillers-Terschuren, J. Essai d'analyse systématique du genre Ophrys. Natural. belges 75 (Orchid.7, suppl.): 303-304

- 1996. Devillers, P. Jean Devillers-Terschuren, Charles Vander Linden. Palaearctic Habitats. PHYSIS Data Base. Ed. Royal Belgian Institute of Natural Sciences. (website, www/kbinirsnb.be/cb.)

- Devillers P. J Devillers-Terschuren. 1996. Habitats of South America Archivado el 27 de septiembre de 2007 en Wayback Machine.. En: PHYSIS Data Base, Royal Belgian Institute of Natural Sci.

- Devillers, P. Devillers-Terschuren, J. 1996. A classification of Palaearctic habitats. 196p. ISBN 9287129894, ISBN 9789287129895

- Devillers, P. Devillers-Terschuren, J. Habitats of South America.

- 1999. Devillers, P. Action Plan for Cypripedium Calceolus in Europe, Issues 100-104. Ed. Council of Europe, 58 p. ISBN 9287140553, ISBN 9789287140555

- 2000. Devillers, P. Devillers-Terschuren, J. Notes phylogénétiques sur quelques Ophrys du complexe d'O. fusca s.l. en Méditerranée centrale. Natural. belges 81 (Orchid. 13) : 298-322

- 2000. Devillers P. J Devillers-Terschuren. Application and development of the Palaearctic habitat classification in the course of the setting up of the Emerald Project Archivado el 27 de septiembre de 2007 en Wayback Machine.. En Convention on the conservation of European wildlive and natural habitats p. 17-18.

- La abreviatura «Devillers» se emplea para indicar a Pierre Devillers como autoridad en la descripción y clasificación científica de los vegetales.[1]

A noviembre de 2015 tiene registradas, identificadas y nombradas a 115 especies de la familia botánica de las Orchidaceae.

## Honores

### Eponimia
- (Orchidaceae) Ophrys × devillersiana P.Delforge[2]